# 長野県道167号丸子北御牧東部線
長野県道167号丸子北御牧東部線（ながのけんどう167ごう まるこきたみまきとうぶせん）は長野県上田市と東御市を結ぶ一般県道。

## 概要

### 路線データ
- 起点：上田市上丸子（上田市丸子支所前交差点、国道152号・長野県道174号荻窪丸子線交点）
- 終点：東御市田中（羽毛山入口交差点、長野県道81号丸子東部インター線交点）

## 通過する自治体
- 上田市
- 北佐久郡立科町
- 東御市

## 交差する道路
- 国道152号・長野県道174号荻窪丸子線（起点）
- 長野県道147号芦田大屋停車場線（北佐久郡立科町牛鹿）
- 長野県道422号羽毛山大日向線（東御市羽毛山）
- 長野県道81号丸子東部インター線（終点）